# Zākhān-e Pā'īn
Zākhān-e Pā'īn (persiska: Zāghān-e Soflá, زاخان پائین) är en ort i Iran.   Den ligger i provinsen Kermanshah, i den nordvästra delen av landet, 400 km väster om huvudstaden Teheran. Zākhān-e Pā'īn ligger 1 780 meter över havet och antalet invånare är 286.
Terrängen runt Zākhān-e Pā'īn är lite kuperad. Runt Zākhān-e Pā'īn är det ganska tätbefolkat, med 72 invånare per kvadratkilometer. Närmaste större samhälle är Bolbolānābād, 15,9 km norr om Zākhān-e Pā'īn. Trakten runt Zākhān-e Pā'īn består i huvudsak av gräsmarker.